# Онон
Оно́н (бур. Онон гол, монг. Онон гол) — река в северо-восточной Монголии и Забайкальском крае России, правая составляющая Шилки (бассейн Амура).

## Этимология
Название из бурятского оно(н) — «развилина», то есть место, где реки Онон и Ингода, сливаясь, образуют Шилку.

## География

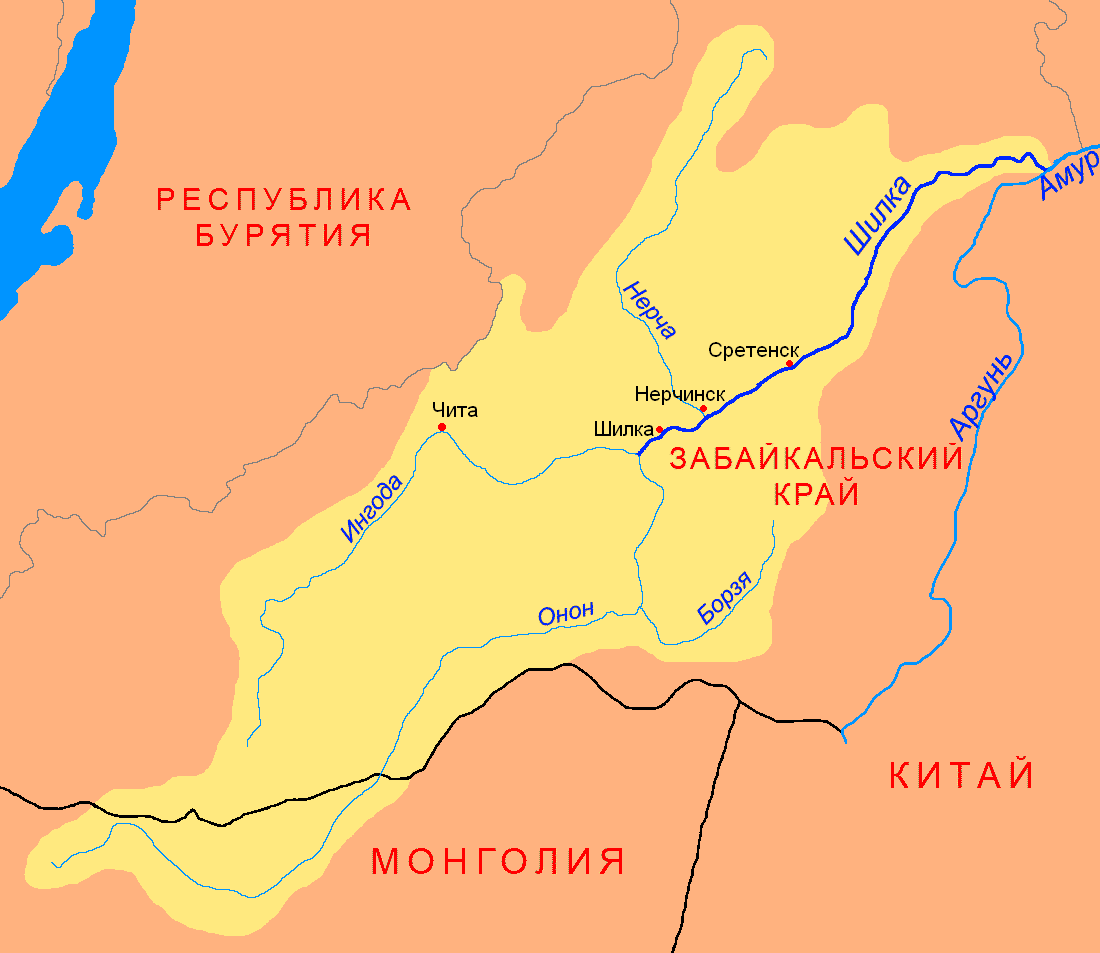
Бассейн Шилки

Длина реки — 1032 км (из них 543 км по территории России), площадь водосборного бассейна — 96 200 км². Берёт начало в Монголии в восточной части нагорья Хэнтэй в месте сочленения хребтов Хэнтийн-Нуруу и Их-Хэнтэй на территории национального парка Хан-Хэнтэй-Нуруу, течёт по Хэнтэй-Чикойскому нагорью (в русле — острова), в низовьях — между Могойтуйским и Борщовочным хребтами. Сливаясь с Ингодой, образует реку Шилку. В пределах Забайкальского края широкая пойма.
Основные притоки: правые — Хурах-Гол, Борзя, Унда; левые — Агуца, Кыра, Иля, Ага.

## Гидрология
Питание преимущественно снеговое. Следующие один за другим паводки формируют летнее половодье. Среднегодовой расход воды — в 12 км от устья — 191 м³/с, наибольший — 2810 м³/с, наименьший — 1,22 м³/с. Замерзает в ноябре, на перекатах перемерзает; вскрывается в апреле — начале мая. Используется для орошения и промышленного водоснабжения.

## Исторические сведения

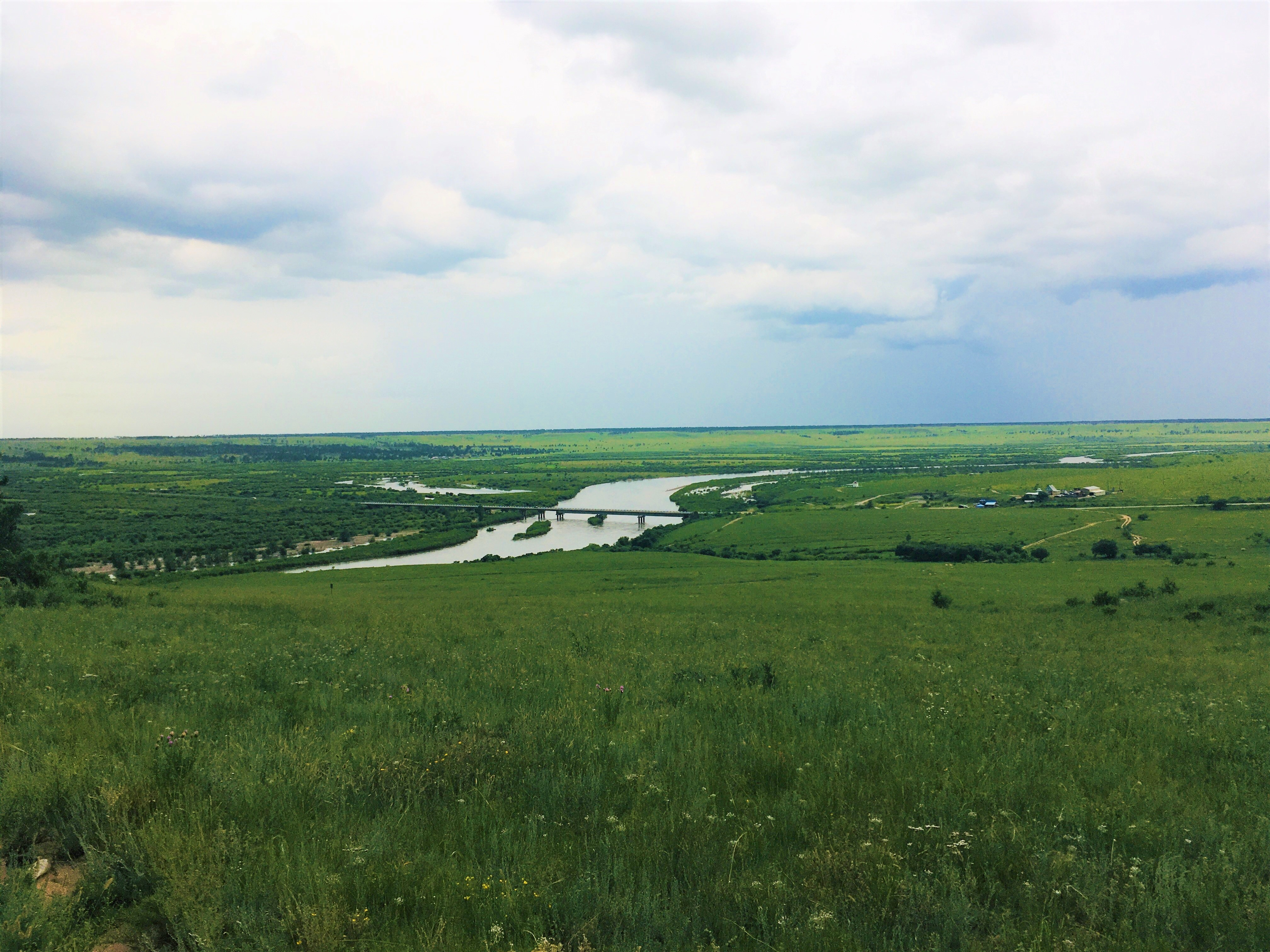
Мост через Онон. Ононский район Забайкальского края

Вплоть до 1930 годов на картах Российской империи место рождения Чингисхана было обозначено в среднем течении Онона. Существует несколько версий о месте рождения Чингисхана в Делюн-Болдоке. По версии Сокровенного сказания монголов, Чингисхан родился в XII веке в долине Делюн-Болдок. Это место российские ученые локализуют в 8 километрах к северу от нынешней российско-монгольской границы: 50°31′ с. ш. 115°02′ в. д.. В Монголии, напротив, таким местом обычно считается часть Дэлюн-Болдока на территории сомона Дадал аймака Хэнтий. Монгольские учёные (О. Жамьян, Инжиннаш, X. Пэрлээ, Ц. Доржсурен) считают, что Чингисхан родился в верховье реки Онон, при слиянии его с рекой Бальджин, у трёх небольших озёр.
Также считается, что на реке Онон был в 1206 году проведён курултай (съезд) монгольских князей, на котором был создан Их монгол улс (Великое монгольское государство), правителем которого был избран Чингисхан.